# Notre-Dame-de-Bliquetuit

Notre-Dame-de-Bliquetuit este o comună în departamentul Seine-Maritime, Franța. În 1 ianuarie 2022 avea o populație de 824 de locuitori.